# Енергетика на България
Енергетиката на България е основен елемент на инфраструктурата и икономиката на страната.

## Потребление
Крайното енергийно потребление на България през 2020 година е 110 325 GW.h (9,512 млн. т н.е.), включително 34% в транспорта (главно автомобилния), 28% в промишлеността (без собственото потребление на енергийния сектор), 25% пряко от домакинствата и 13% от останалите сектори на икономиката. 36% от крайното потребление е под формата на нефт и нефтопродукти (главно горива за транспорта), 12% на природен газ (включително 1% за домакинствата), а останалото е главно във вид на електроенергия с по-малък дял на топлинната енергия и твърдите горива.

## Структура

### Въгледобивен сектор
Добивът на въглища през 2021 година възлиза на 28 млн. тона, като 97% от тях са лигнити и 3% кафяви. Почти всички лигнити (98,8%) се произвеждат от държавното предприятие „Мини Марица-изток“ и се използват от четирите електроцентрали и брикетната фабрика в комплекса „Марица-изток“. Другите производители на лигнити са мините „Бели брег“ (0,6%) и „Станянци“, снабдяващи ТЕЦ „Бобов дол“. Кафявите въглища се произвеждат в Бобовдолския (63%) и Пернишкия басейн (37%). Потреблението на въглища е предимно за производство на електрическа и топлинна енергия – 95,4%, както и за производство на брикети (4,5%).

### Газов сектор
България предимно внася природен газ и той се осигурява от единствен доставчик Русия. Вносът на газ в България за 2011 г. е 2811 млн. m3 (в т.ч. 248 млн. m3 горивен газ за функциониране на транзитната система), което е с 6% повече от предходната 2010 г.
Местният добив на природен газ се осъществява от компаниите „Melrose Resources Sarl“ и „Проучване и добив на нефт и газ“ АД. През 2011 той е 443 млн. m3. За сравнение, добивът през 2010 г. е само 74 млн. m3. Ръстът се дължи на две нови разработени находища в Калиакра и Каварна, чийто концесионер е Мелроуз Рисорсиз.
Подземното газохранилище „ЧИРЕН“ има капацитет от около 450 млн. m3. През 2011 г. в него са нагнетени 349 млн. m3 природен газ, а изтегленото количество е млн. m3.
Други основни предприятия в сектора са Булгаргаз (обществен доставчик на природен газ с функции по покупка и продажба на природен газ) и Булгартрансгаз (комбиниран оператор с функции по пренос, транзитен пренос и съхранение на природен газ; системен оператор на газопреносната мрежа). Те са създадени в резултат на преструктуриране на националната газова компания, като към 2013 са дъщерни дружества на Български енергиен холдинг.
Газоразпределението се осъществява от частни регионални и локални компании, като с основен пазарен дял от 61,85% са дъщерните дружества на Овергаз, „Ситигаз България“ с пазарен дял от 12,92% и „Черноморската технологична компания“ с 10,24%

### Електроенергиен сектор
По производство на електрическа енергия България е на 59 място в света за 2009 г. с близо 40 тераватчаса Българската енергийна система се основава предимно на невъзобновяеми енергийни източници, като въглища (ТЕЦ) и ядрено гориво (АЕЦ) от една страна, и от друга страна на възобновяеми енергийни източници, като вода, вятър и слънце.
По данни за 2018 г. в България са произведени общо 47 тераватчаса електрическа енергия, а структурата на производството ѝ е следното:
- ТЕЦ – 40% (с въглища)
- АЕЦ – 35% (атомна електроцентрала)
- ТФЕЦ – 5% (топлофикационна електроцентрала)
- ЗТЕЦ – 2% (заводска ТЕЦ)
- ВЕИ – 16 % (възобновяеми източници, включително ВЕЦ)
- ПАВЕЦ – 2% (помпено-акумулираща ВЕЦ)

Всеки вид електроцентрала играе различна роля в общата енергийна система. АЕЦ дава най-евтината електроенергия, но пускането и спирането ѝ отнема дни. Ето защо тя работи на пълна мощност и покрива най-долната част от годишния товаров график, т.е. работи непрекъснато. Пускането на ТЕЦ отнема часове, затова те поемат следващата част от графика – пускат се и се спират при големи и продължителни увеличения или намаления на потреблението. Най-горният и най-нестабилният слой на товаровия график се поема от ВЕЦ-овете, чието въвеждане в експлоатация става за броени минути.
България разполага през 2007 г. с инсталирани електропроизводствени мощности в размер на около 11 215 МВт, включващи: ТЕЦ – 4410 МВт, АЕЦ – 2000 МВт, когенерации – 1795 МВт (когенерации индустриални на твърди въглища – 944 МВт, когенерации на газ – 582 МВт, когенерации на течни горива – 269 МВт); ВЕИ – 3010 МВт (вкл. ПАВЕЦ – 864 МВт и ВЕЦ).
Инсталираните мощности към март 2013 г. са около 12 900 МВт.
ТЕЦ Марица Изток 2 е най-голямата ТЕЦ в България, с инсталирана мощност 1450 МW, която се планира да бъде увеличена до 1576 МW. Произведеното количество електроенергия от централата за 2007 г. е с 18% дял от общото производство на страната, а делът ѝ в произведената електроенергия от ТЕЦ е около 40%. Други ТЕЦ са ТЕЦ Марица изток 3, ТЕЦ Марица 3, ТЕЦ „Бобов дол“, ТЕЦ Варна и ТЕЦ Русе Изток.

### Нефтен сектор
Добивът на нефт в България е незначителен – 22 хил. тона през 2011 г. Осъществява се от предприятие „Проучване и добив на нефт и газ“ гр. Долни Дъбник, което е собственост на частна компания от 2004 г. Потребностите от нефт в страната се задоволяват предимно от внос. Основен вносител и преработвател на нефт е Лукойл Нефтохим Бургас. През 2011 г. рафинерията е внесла около 4.5 млн. тона суров нефт, което е с 16,1% по-малко от 2010 г. Произведени са 5.6 млн. тона нефтохимически продукти, реализирани както на вътрешния пазар на горива – автомобилно, дизелово, самолетно гориво и масла, така и за износ.

### Топлоснабдяване
Лицензии за топлоснабдяване са предоставени от ДКЕВР на над 20 регионални топлоснабдителни компании. Други лицензии са издадени за ТЕЦ в състава на химически, металургични, хранително-вкусови, нефтохимически и текстилни промишлени предприятия – ТФЕЦ и ЗТЕЦ. Повечето от тях разполагат с инсталации за комбинирано производство на електрическа и топлинна енергия с обща инсталирана електрическа мощност 1690 МВт с общо годишно производство на електрическа енергия от 4.6 ТВтч за 2011 г. и съответно притежават лицензия за продажба на електроенергия по комбиниран способ по утвърдени от ДКЕВР преференциални цени.
Топлофикационните дружества са предимно в големите градове: София, Варна, Русе, Плевен, Бургас, Сливен и т.н.